# 久田美佳
久田 美佳（ひさだ みか、1988年1月12日 - ）は、東京都出身の日本のアイドルタレント。

## 出演

### テレビドラマ
- それぞれの断崖（2000年、テレビ東京）
- ココだけの話（2001年、テレビ朝日）
- こちら第三社会部（2001年、TBS）
- 眠れぬ夜を抱いて（2002年、テレビ朝日）
- WATER BOYS（2003年、フジテレビ） - 女生徒 役
- 怪談新耳袋（2004年、BS-i） - 恵 役
- ウルトラマンメビウス 第5話「逆転のシュート」（2006年、CBC） - 女子高生 役

### テレビ番組
- りえくらぶTV（2002年 - 、エンタ!371）
- ラブハリケーン（2003年、エンタ!371）

### ネット配信番組
- 投票★グラビアオーディション【久田美佳】（2006年）※イメージビデオ